# Дуплекс (будівля)

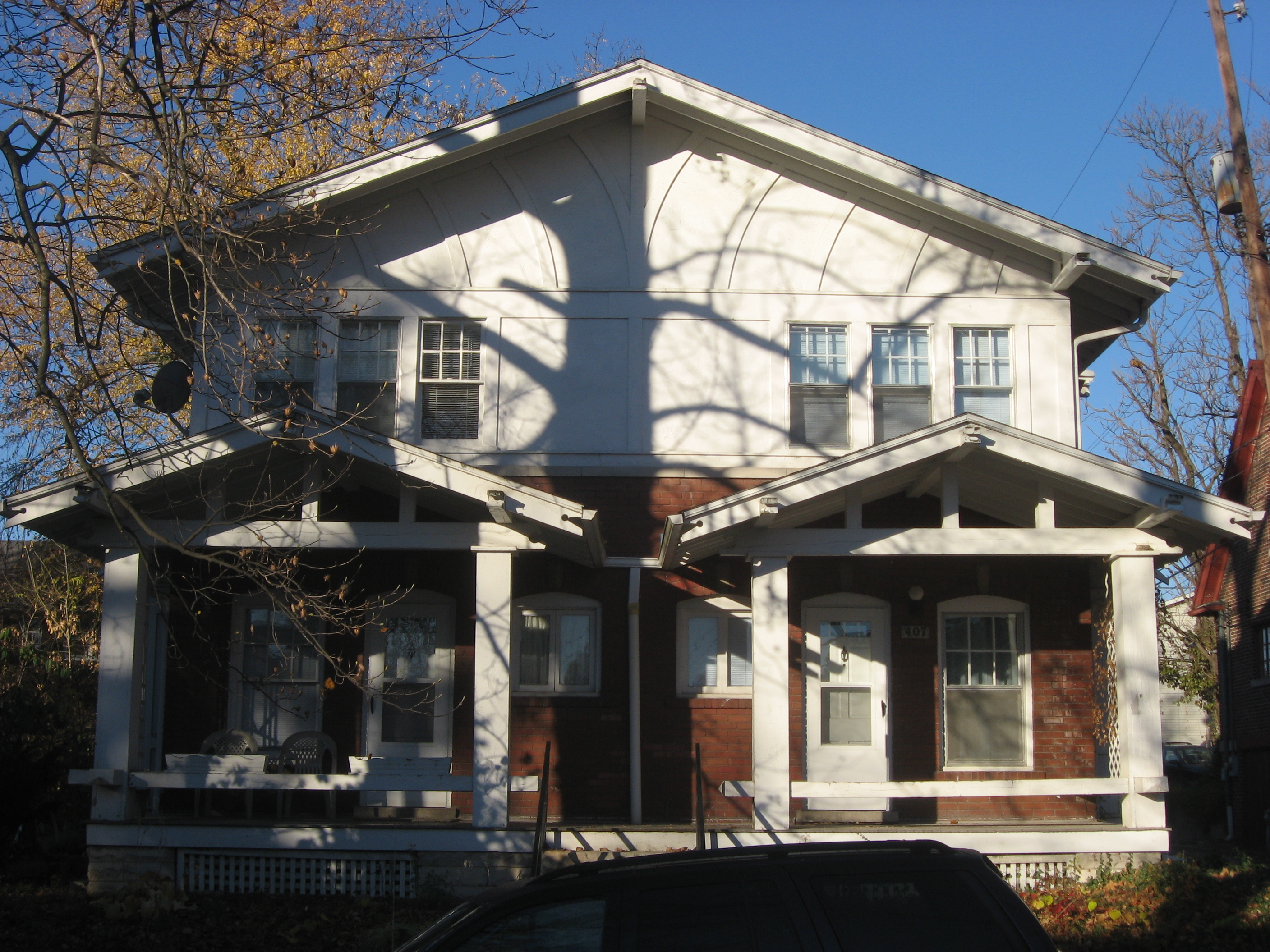
Park Avenue, 405—407, Feltus Duplex, University Courts — приклад вертикального дуплексу

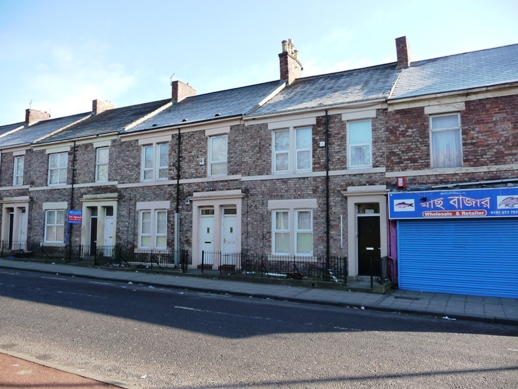
Maisonettes in Beaconsfield Road — дуплексна квартира

Термін дуплекс, дюплекс може використовуватися для опису декількох різних конфігурацій житлових одиниць:
- будинок-дуплекс — двоквартирний житловий будинок на дві сім'ї з окремими входами. Сюди зараховують двоповерхові будинки, де квартира займає цілий поверх, а також будинки, де квартири знаходяться пліч-о-пліч, на одному рівні, мають спільну стіну. На відміну від будинку-дуплексу, таунхауз (спарені будинки, «двійнята») є сукупністю 2 чи більше будинків, що мають спільні бокові стіни. Окрім дуплексів існують також триплекси (будинок на три сім'ї), квадплекси (4 квартири) і т. д.

- дуплексна квартира — зустрічається в районах щільної міської забудови (пр. Мангеттен). Це дворівнева квартира, розташована на двох поверхах, з'єднаних між собою сходами. Аналогічно триплекс — квартира на трьох поверхах.